# Corvo-marinho-de-garganta-azul
O corvo-marinho-de-garganta-azul (Urile penicillatus) é uma ave estritamente marinha da família Phalacrocoracidae que habita a costa do Pacífico da América do Norte. A sua área de distribuição estende-se, no Verão, desde o Alasca ao Golfo da Califórnia, mas a população ao norte da Ilha de Vancouver migra para o sul durante o Inverno.

## Taxonomia
A espécie é monotípica (não são reconhecidas subespécies).